# Wilhelm Volck
Johann Christoph Wilhelm Volck (* 18. November 1835 in Nürnberg; † 29. Mai 1904 in Rostock) war ein deutscher Theologe und Hochschullehrer in Dorpat, zuletzt an der Universität Rostock.

## Leben
Wilhelm Volck war das siebte von 13 Kindern des Andreas Volck (1800–1888). Sein Vater war Inhaber einer Essigfabrik und stand Wilhelm Löhe nahe, der sein Pate wurde. Er studierte 1853 bis 1857 Philologie und Theologie an der Universität Erlangen und schloss beide Studiengänge mit der Promotion ab. Während seines Studiums wurde er 1853 Mitglied der christlichen Studentenverbindung Uttenruthia Erlangen. Volck studierte 1858/59 semitische Philologie an der Universität Leipzig. Nach den Promotionen wurde er 1861 zunächst Privatdozent in Erlangen. Er wurde 1862/63 Dozent der Universität Dorpat, 1863/64 a.o. Professor und war von 1864 bis 1898 ordentlicher Professor der semitischen Sprachen an der Theologischen Fakultät der Universität Dorpat und mehrfach deren Dekan. In seiner Dorpater Zeit war er Mitbegründer eines Privatgymnasiums in Dorpat und dort auch Lateinlehrer. Im Zuge der Russifizierung der Universität verließ er Dorpat und war von 1898 bis 1900 ordentlicher Honorarprofessor der Universität Greifswald. Von 1900 bis zu seinem Tode 1904 lehrte er als ordentlicher Professor der Theologie an der Universität Rostock die Exegetik des Alten Testaments und war wiederum zeitweilig Dekan der Theologischen Fakultät.
Er war der Vater des Rechtsanwalts und nationalen Autors Adalbert Volck (1868–1948) und seine Tochter Betty war mit dem Mediziner und Hochschullehrer Otto Büttner verheiratet; der Abenteurer und Schriftsteller Herbert Volck und der Hörspiel- und Synchronsprecher Wolfgang Büttner waren seine Enkel. Adalbert J. Volck und Friedrich Volck waren ältere Brüder Wilhelm Volcks.

## Schriften (Auswahl)
- Mosis canticum cygneum (Deuter. c. XXXII.) denuo illustratum dissertatio ... publicem defendam, Beck, Nördlingen 1861 (Dissertation).
- Heilige Schrift und Kritik, Erlangen 1897.
- Zum Kampfe um Bibel und Babel, Rostock 1903.
- Auf den Höhen des Kirchenjahrs: ausgewählte Festpredigten. Herausgegeben von Viktor Wittrock, Jurjev (Dorpat): Krüger 1905.

## Ehrungen
- 1870: Dr. theol. hc. der Universität Erlangen
- Wirklicher Staatsrat